# 江戸忠通
江戸 忠通（えど ただみち）は、戦国時代の武将。常陸江戸氏7代当主。常陸国水戸城主。

## 出自
常陸江戸氏は常陸の国人。藤原北家魚名流とされる藤原秀郷の後裔・川野辺氏の支流である那珂氏の傍流。
　

## 略歴
永正5年（1508年）、江戸通泰の子として誕生。天文4年（1535年）に父・通泰が没したため家督を継ぐ。
佐竹氏の所領を侵略するが伊達稙宗の斡旋で佐竹義篤と和睦。その後、内紛を収拾し勢力を拡大する佐竹義篤に従属する。宇留野義元の起こした部垂の乱（享禄2年（1529年）から天文9年（1540年））や天文11年（1542年）からの伊達氏の洞の乱に出兵した。
天文14年（1545年）、佐竹義篤が病死すると佐竹氏に反抗、義篤の後を継いだ佐竹義昭と争う。天文19年（1550年）に戸村で勝利を収めるなどしたが、翌天文20年（1551年）に降伏に追い込まれた。
後に許されて小田氏治と大掾慶幹の仲裁を行ったり、弘治2年（1556年）に芳賀高定の要請を受け嫡男・通政や足利義氏、佐竹義昭らと共に、壬生綱雄に宇都宮城を追放された宇都宮広綱が宇都宮城に復帰する際、援軍として参加している。
晩年は嫡男・通政の健康問題に悩まされる。鹿島神宮に鎧兜一式を奉納して健康回復を願うも好転せず、やむなく嫡孫・重通を後継者としたが、永禄7年（1564年）、重通が9歳の頃、死去した。享年57。